# アルデアリセス
アルデアリセス（西: Aldealices）は、スペイン・カスティーリャ・イ・レオン州ソリア県のムニシピオ（基礎自治体）。スペイン国立統計局（INE）が2015年に行った国勢調査時点の人口は25人である。